# チアゴ・デ・レオンソ
チアゴ・デ・レオンソ（Tiago de Leonço、1992年11月11日 - ）は、ブラジル・リオグランデ・ド・スル州ノヴォ・アンブルゴ出身のプロサッカー選手。中国サッカー・スーパーリーグ、深圳新鵬城足球倶楽部所属。ポジションはフォワード。

## 来歴
ブラジルのノヴォ・アンブルゴに生まれ、キャリア初期はブラジル国内の下位リーグのクラブで選手としての経験を積んだ。2013年8月20日、セグンダ・リーガのCDサンタ・クララに移籍した。
2015年2月2日、フリーの身であったレオンソは、レイションイスSCに2014-15シーズン終了までの契約で加入した。翌2015-16シーズンは同じくポルトガルのSCファレンセと契約したが、2016年1月19日に契約を打ち切った。
2017年7月30日、デンマークのヴェンシュセルFFを経てキプロス・ファーストディビジョンのAELリマソールに移籍した。
2018年1月21日、香港プレミアリーグの富力足球に移籍。
2020年9月、中国・甲級リーグの北京人和足球倶楽部にレンタル移籍で加入した。加入後17試合で8ゴールを挙げたが、シーズン終了後に北京人和は3部リーグへと降格した。
2021年3月8日、中国サッカー・スーパーリーグの広州城足球倶楽部と2年契約を交わした。
2022年3月3日、ジェフユナイテッド市原・千葉への完全移籍が発表された。

## 個人成績
| 国内大会個人成績 | 国内大会個人成績 | 国内大会個人成績 | 国内大会個人成績 | 国内大会個人成績 | 国内大会個人成績 | 国内大会個人成績 | 国内大会個人成績 | 国内大会個人成績 | 国内大会個人成績 | 国内大会個人成績 | 国内大会個人成績 |
| 年度             | クラブ           | 背番号           | リーグ           | リーグ戦         | リーグ戦         | リーグ杯         | リーグ杯         | オープン杯       | オープン杯       | 期間通算         | 期間通算         |
| 年度             | クラブ           | 背番号           | リーグ           | 出場             | 得点             | 出場             | 得点             | 出場             | 得点             | 出場             | 得点             |
| 日本             | 日本             | 日本             | 日本             | リーグ戦         | リーグ戦         | リーグ杯         | リーグ杯         | 天皇杯           | 天皇杯           | 期間通算         | 期間通算         |
| ---------------- | ---------------- | ---------------- | ---------------- | ---------------- | ---------------- | ---------------- | ---------------- | ---------------- | ---------------- | ---------------- | ---------------- |
| 2022             | 千葉             | 27               | J2               | 27               | 4                | -                | -                |                  |                  |                  |                  |
| 通算             | 日本             | 日本             | J2               | 27               | 4                | 0                | 0                |                  |                  |                  |                  |
| 総通算           | 総通算           | 総通算           | 総通算           | 27               | 4                | 0                | 0                |                  |                  |                  |                  |